# Condado de Luce
O Condado de Luce é um dos 88 condados do estado americano de Michigan. A sede do condado é Newberry, e sua maior cidade é Newberry.
O condado possui uma área de 4 952 km² (dos quais 2 613 km² estão cobertos por água), uma população de 7 024 habitantes, e uma densidade populacional de 3 hab/km² (segundo o censo nacional de 2000).